# Wolfgang Schlichthaber
Wolfgang Schlichthaber (* 24. Februar 1943) ist ein ehemaliger deutscher Fußballspieler.

## Werdegang
Der Torwart Wolfgang Schlichthaber begann seine Karriere beim Regionalligisten Arminia Bielefeld, wo er zunächst Reservist hinter Friedhelm Renno war. Mit den Bielefeldern wurde er im Jahre 1962 Westfalenmeister und stieg in die II. Division West auf, bevor die Arminia sich ein Jahr später für die neu geschaffene Regionalliga West qualifizierte. Nachdem Renno zu Bayer 04 Leverkusen wechselte wurde Schlichthaber zunächst Stammtorwart, wurde aber bereits ein Jahr später von Andreas Triebel verdrängt. Nach 48 Regionalligaspielen für die Bielefelder verließ er 1966 die Arminia und setzte seine Karriere beim TSV Detmold fort.
Nach seiner aktiven Karriere wurde Schlichthaber Trainer und betreute ab 1989 den TuS Paderborn-Neuhaus sowie in der Saison 1993/94 die SpVg Brakel.